# Helene Wessel
Pour les articles homonymes, voir Wessel.
Helene Wessel (Hoerde, 6 juillet 1898 - Bonn, 13 octobre 1969) est une femme politique allemande.